# Raised by Wolves
Raised by Wolves ist eine US-amerikanische Fernsehserie. Die Erstausstrahlung in den Vereinigten Staaten fand am 3. September 2020 auf dem Streaming-Portal HBO Max statt. Die deutschsprachige Erstausstrahlung war ab dem 16. September 2020 auf dem Pay-TV-Sender TNT Serie zu sehen, der inzwischen Warner TV Serie heißt.
Am 18. September 2020 wurde die Serie um eine zweite Staffel verlängert.
Im Juni 2022 wurde die Serie nach ihrer zweiten Staffel abgesetzt.

## Inhalt (Staffel 1)
Glaubenskriege haben die Erde im 22. Jahrhundert fast vollständig zerstört und für Menschen unbewohnbar gemacht. Ihre letzte Hoffnung auf ein Entkommen liegt auf dem weit entfernten Planeten Kepler-22b. Zwei Androiden sollen dort eine Gruppe Kinder aufziehen und mit ihnen eine neue, bessere Menschheit aufbauen. Doch als weitere Überlebende von der Erde auch auf dem unwirtlichen Planeten landen, bedrohen alte Konflikte und unterschiedliche Ideologien die junge Kolonie. Die Androiden erkennen schnell, dass Glaubensvorstellungen von Menschen nur schwer zu kontrollieren sind.

## Besetzung und Synchronisation

### Hauptbesetzung
| Rollenname      | Schauspieler   | Hauptrolle (Episoden) | Nebenrolle (Episoden) | Synchronsprecher |
| --------------- | -------------- | --------------------- | --------------------- | ---------------- |
| Marcus          | Travis Fimmel  | 1.01–2.08             |                       | Björn Schalla    |
| Mother (Mutter) | Amanda Collin  | 1.01–2.08             |                       | Sonja Spuhl      |
| Father (Vater)  | Abubakar Salim | 1.01–2.08             |                       | Florian Clyde    |
| Campion         | Winta McGrath  | 1.01–2.08             |                       | Elias Chamlali   |
| Sue             | Niamh Algar    | 1.02–2.08             |                       |                  |
| Paul            | Felix Jamieson | 1.02–2.08             | 1.01                  |                  |

### Nebenbesetzung
| Rollenname | Schauspieler    | Nebenrolle (Episoden) | Synchronsprecher |
| ---------- | --------------- | --------------------- | ---------------- |
| Hunter     | Ethan Hazzard   | 1.01–2.08             |                  |
| Tempest    | Jordan Loughran | 1.01–2.08             | Clara Drews      |
| Holly      | Aasiya Shah     | 1.01–2.08             |                  |
| Vita       | Ivy Wong        | 1.01–2.08             |                  |
| Lucius     | Matias Varela   |                       |                  |

## Episodenliste

### Staffel 1
| Nr. (ges.) | Nr. (St.) | Deutscher Titel   | Originaltitel    | Erstveröffentlichung USA | Deutschsprachige Erstausstrahlung (D) | Regie                | Drehbuch         |
| ---------- | --------- | ----------------- | ---------------- | ------------------------ | ------------------------------------- | -------------------- | ---------------- |
| 1          | 1         | Wolfsjunge        | Raised by Wolves | 3. Sep. 2020             | 16. Sep. 2020                         | Ridley Scott         | Aaron Guzikowski |
| 2          | 2         | Pentagramm        | Pentagram        | 3. Sep. 2020             | 16. Sep. 2020                         | Ridley Scott         | Aaron Guzikowski |
| 3          | 3         | Glaubensfrage     | Virtual Faith    | 3. Sep. 2020             | 23. Sep. 2020                         | Luke Scott           | Aaron Guzikowski |
| 4          | 4         | Schlafstörung     | Nature’s Course  | 10. Sep. 2020            | 23. Sep. 2020                         | Luke Scott           | Aaron Guzikowski |
| 5          | 5         | Erinnerungslücken | Infected Memory  | 10. Sep. 2020            | 30. Sep. 2020                         | Sergio Mimica-Gezzan | Heather Bellson  |
| 6          | 6         | Gefühlsausbruch   | Lost Paradise    | 17. Sep. 2020            | 30. Sep. 2020                         | Sergio Mimica-Gezzan | Don Joh          |
| 7          | 7         | Identitätskrise   | Faces            | 17. Sep. 2020            | 7. Okt. 2020                          | Alex Gabassi         | Karen Campbell   |
| 8          | 8         | Mutterinstinkt    | Mass             | 24. Sep. 2020            | 7. Okt. 2020                          | Alex Gabassi         | Sinead Daly      |
| 9          | 9         | Nabelschnur       | Umbilical        | 24. Sep. 2020            | 14. Okt. 2020                         | James Hawes          | Aaron Guzikowski |
| 10         | 10        | Neugeburt         | The Beginning    | 1. Okt. 2020             | 14. Okt. 2020                         | Luke Scott           | Aaron Guzikowski |

### Staffel 2
| Nr. (ges.) | Nr. (St.) | Deutscher Titel    | Originaltitel  | Erstveröffentlichung USA | Deutschsprachige Erstausstrahlung (D) | Regie            | Drehbuch         |
| ---------- | --------- | ------------------ | -------------- | ------------------------ | ------------------------------------- | ---------------- | ---------------- |
| 11         | 1         | Ankunft            | The Collective | 3. Feb. 2022             | 4. Aug. 2022                          | Ernest Dickerson | Aaron Guzikowski |
| 12         | 2         | Schlangenjagd      | Seven          | 3. Feb. 2022             | 4. Aug. 2022                          | Ernest Dickerson | Aaron Guzikowski |
| 13         | 3         | Kraftblut          | Good Creatures | 10. Feb. 2022            | 11. Aug. 2022                         | Sunu Gonera      | Julian Meiojas   |
| 14         | 4         | Zerstörungsmission | Control        | 17. Feb. 2022            | 11. Aug. 2022                         | Sunu Gonera      | Karen Campbell   |
| 15         | 5         | Könige             | King           | 24. Feb. 2022            | 18. Aug. 2022                         | Alex Gabassi     | Aaron Guzikowski |
| 16         | 6         | Schicksalstag      | The Tree       | 3. März 2022             | 18. Aug. 2022                         | Alex Gabassi     | Aaron Guzikowski |
| 17         | 7         | Fütterung          | Feeding        | 10. März 2022            | 25. Aug. 2022                         | Lukas Ettlin     | Aaron Guzikowski |
| 18         | 8         | Glückseligkeit     | Happiness      | 17. März 2022            | 25. Aug. 2022                         | Lukas Ettlin     | Aaron Guzikowski |

## Rezeption
„Alles in allem gibt 'Raised by Wolves' ein vielversprechendes Debüt bei HBO Max - ein Flop wäre bei so viel involviertem Talent und Erfahrung schier skandalös gewesen. Zwar macht der Auftakt wenig Hoffnungen darauf, dass die zwei Parteien, also Mother und Marcus, auch nur annähernd auf Augenhöhe kämpfen werden, aber die Geschichte ist moralisch komplex genug, dass man ohnehin noch nicht richtig weiß, auf welcher Seite man sich überhaupt einordnen will.“

„Uns haben die zwei Folgen von Raised by Wolves auf jeden Fall rasch in ihren düsteren Bann gezogen, auch die scheinbare Kühle zu Beginn wird mehr und mehr aufgebrochen durch die Ereignisse und wie sich die Charaktere dadurch verändern oder auch neu offenbaren. Sehr viel mehr wollen wir gar nicht verraten, um euch nicht die Spannung zu nehmen, definitiv empfehlenswert!“